# スバクファチェ

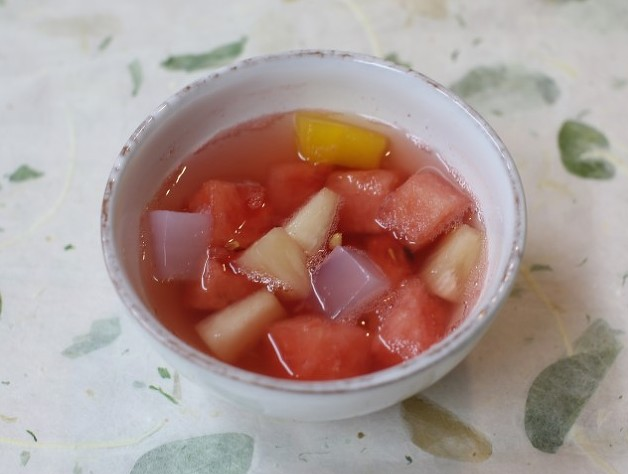
スバクファチェの例

スバクファチェ（朝鮮語: 수박화채、subak-hwachae）は大韓民国で夏に食されるデザート。
スイカを使ったフルーツポンチであるが、その材料と作り方は日本で知られるフルーツポンチのものとは大きく異なる。
チャミスルなどの酒の肴としても食される。

## 作り方の例
材料
- 食べやすいサイズにカットしたスイカ
- 牛乳
- 砂糖
- サイダー
- 好みのフルーツ缶

作り方
1. ボウルに牛乳と砂糖、サイダーを入れて混ぜる。
2. フルーツ缶を開け、ボウルに入れる。フルーツ缶のシロップを加えると甘さが強まるので好みで。
3. ボウルに氷を入れて冷やす。
4. 器に盛りつけたカットスイカにボウルの中身を適量かける。